# Schweißaufsicht
Als Schweißaufsicht ist nach ISO 14731 „die Koordinierung von Herstellungsprozessen für alle schweißtechnischen und mit dem Schweißen verbundenen Tätigkeiten“ definiert. Die Person oder Organisation, die hierfür verantwortlich und kompetent ist, nennt man Schweißaufsichtspersonal.

## Allgemeines
Gemäß ISO 14731 muss das Schweißaufsichtpersonal über die entsprechenden allgemeinen, technischen und schweißtechnischen Kenntnisse verfügen, um seine Aufgaben erfüllen zu können. Diese können aus einer Verbindung von theoretischem Wissen, Schulung oder Erfahrung erworben sein. Es obliegt dem Hersteller, die Anforderungen so festzulegen, dass die spezifischen Aufgaben von der Schweißaufsicht qualifiziert wahrgenommen werden können.
Die Norm DIN EN ISO 14731 Die Schweißaufsicht – Aufgaben und Verantwortung (ISO 14731:2019); Deutsche Fassung EN ISO 14731:2019 definiert die Anforderungen wie folgt:

### Umfassendes Niveau
Bei umfassenden Niveau muss das Schweißaufsichtspersonal über hochspezialisierte Problem-lösungsfähigkeiten verfügen. Diese Fähigkeiten müssen kritische und ursprüngliche Bewertung zur Festlegung und Entwicklung der besten technischen und wirtschaftlichen Lösungen bei der Anwendung der Schweißtechnik und verwandter Technologien für hochkomplexe und unvorhersehbare Bedingungen umfassen. Es muss in der Lage sein, die Schweißtechnik und verwandte Technologien für die Fertigung von Schweißkonstruktionen, einschließlich hochkomplexer Sachverhalte, zu bewältigen und anzupassen.
Es muss befähigt sein, Entscheidungen zu treffen und schweißtechnologische und mit dem Schweißen verbundene Personalaufgaben zu definieren und zu überprüfen.

### Spezifisches Niveau
Bei spezifischen Niveau muss das Schweißaufsichtspersonal über fortgeschrittene Problemlösungsfähigkeiten verfügen. Diese Fähigkeiten müssen kritische Bewertung zur Findung geeigneter technischer und wirtschaftlicher Lösungen bei der Anwendung der Schweißtechnik und verwandter Technologien für komplexe und unvorhersehbare Bedingungen zu finden. Es muss in der Lage sein, die Anwendung der Schweißtechnik und verwandter Technologien für die Fertigung von Schweißkonstruktionen, einschließlich komplexer Sachverhalte, zu bewältigen. Es muss befähigt sein, Entscheidungen zu treffen und die schweißtechnischen und mit dem Schweißen verbundenen Personalaufgaben festzulegen.

### Basis Niveau
Bei Basisniveau muss das Schweißaufsichtspersonal über grundlegende Problemlösungsfähigkeiten verfügen. Diese Fähigkeiten müssen die Fähigkeit umfassen, bei der Anwendung der Schweißtechnik und verwandter Technologien für übliche grundsätzliche und spezifische Probleme geeignete Lösungen festzulegen und zu entwickeln. Es muss in der Lage sein, in vorhersehbaren Situationen übliche oder Standardschweißtechniken und mit dem Schweißen verbundene Technologien, die geringfügigen Änderungen unterliegen können, zu überwachen. Es muss befähigt sein, bei gängigen oder Standardarbeiten Entscheidungen zu treffen und die grundlegenden schweißtechnischen und mit dem Schweißen verbundenen Personalaufgaben zu überwachen.

### International
Nach internationalen Normen befähigen die folgenden Ausbildungen ohne weitere Nachprüfungen zur Übernahme der Schweißaufsicht in 53 Ländern. Schweißaufsichtspersonal ist je nach Art und/oder Komplexität der Fertigung nachfolgend genannten Gruppen zuzuordnen, wobei der Internationale Verband für Schweißtechnik (IIW) Empfehlungen für die Mindestanforderungen an die Ausbildung von Schweißaufsichtspersonen festgelegt hat. Nach der der europäischen Richtlinie EWF 525-14 sind die ausgebildeten Schweißaufsichtspersonen für das Widerstandsschweißen europaweit anerkannt.

### Schweißaufsicht mit umfassenden technischen Kenntnissen
- Internationaler Schweißfachingenieur (SFI/IWE): Unbeschränkte Aufgaben und Verantwortung

### Schweißaufsicht mit speziellen technischen Kenntnissen
- Internationaler Schweißtechniker (ST/IWT): Aufgaben und Verantwortung für einen ausgewählten oder eingeschränkten Bereich

### Schweißaufsicht mit technischen Basiskenntnissen
- Internationaler Schweißfachmann (SFM, IWS, International Welding Specialist): Aufgaben und Verantwortung für einen eingeschränkten Bereich einfacher Konstruktionen

### Praktiker mit theoretischen Kenntnissen
- Internationaler Schweißpraktiker (IWP, International Welding Practitioner) (SP/IWP): Befähigung zum beruflichen Aufstieg zum Schweißfachmann

### Innerbetrieblich tätige Schweißaufsicht
Innerbetriebliche Tätigkeiten sind auch über die EWF  Guideline EWF-652r3-14/SV-00EWCP mit den erfolgreich abgelegten Prüfungen zum Schweißkoordinator die Normvorgaben wie die ÖNORM EN 1090-2 nach internationalen Normen erfüllt.

### Schweißaufsicht nur für das Verfahren Widerstandsschweißen
Nach DVS-EWF 2941 ausgebildete Schweißaufsichtsperson beschränkt auf die Verfahren des Widerstandspunktschweißen
Widerstandsbuckelschweißen und Widerstandsrollennahtschweißen.

### Zusatzausbildungen
- Schweißaufsicht Betonstahlschweißen
- Schweißaufsicht Schienenfahrzeugbau
- Schweißaufsicht Aluminiumschweißen
- Schweißaufsicht Unterwasserschweißen (eine Anerkennung ist nur für „Geprüfte Taucher“ oder Ingenieurtaucher gemäß staatlichen Vorschriften möglich)
- Schweißaufsicht Kunststoffrohre[4]
- Zertifizierter Schweißlehrer Technische Lehrer an Berufsschulen benötigen diese Ausbildung und Zertifizierung für zahlreichen Berufe und Fachschulen,[5] ebenso Mitarbeiter von Kursstätten.[6][7]

Die IIW-Diplome sind, wie ein akademischer Grad, lebenslang gültig. Mit einer drei Jahre lang gültigen Zertifizierung wird entsprechend internationalen Normen die Weiterbildung und Tätigkeit als Schweißaufsicht erstmals drei Jahre nach Erteilung des Diploms testiert. Die Zertifizierung der Schweißaufsichtsperson (SAP) ist nicht zwingend erforderlich, jedoch erleichtert ein entsprechendes IIW-Zertifikat den Zertifizierungsprozess nach DIN EN ISO 3834. Die Zertifizierung einer Schweißaufsichtsperson erfolgt nach DIN EN ISO 14731 (Certified International Welding Engineer/Technologist/Specialist/Practitioner).
Die DIN EN 1090-2 fordert beispielsweise für dynamisch belastete Bauteile der Klasse E ebenso wie im Bereich der Bahnanwendungen gemäß DIN EN 15085-2 eine Ausbildung der Schweißaufsicht zum Schweißfachingenieur.

### Schweißaufsicht im Gültigkeitsbereich nationalen Gewerberechts (z.B. Österreich)
Vermittelt in bestimmten Meisterausbildungen

### Schweißaufsicht im Gültigkeitsbereich nationaler Verordnungen (z.B. Österreich)
Schweißwerkmeister, bestimmte Werkmeister, Schweißtechnologen

## Aufgaben und Verantwortung der Schweißaufsicht
Die Aufgaben und Verantwortung der Schweißaufsicht sind in der ISO 3834 „Qualitätsanforderungen für das Schmelzschweißen von metallischen Werkstoffen“ in Abhängigkeit von den Anforderungen festgelegt; die Arbeitsbeschreibung ist schriftlich niederzulegen. In der ISO 3834-2 „Umfassende Qualitätsanforderungen“ sind darüber hinaus alle zum Verantwortungsbereich der Schweißaufsicht gehören Tätigkeiten, inklusive der Arbeitsbeschreibung und des Verantwortungsbereichs der Schweißaufsicht schriftlich zu dokumentieren.

### Überprüfung der Anforderungen
Der Schweißaufsicht obliegt vor Arbeitsbeginn die Überprüfung folgender Anforderungen:
- die anzuwendende Produktnorm
- die Überprüfung der Fähigkeit des Herstellers, die Anforderungen zu erfüllen: Liegen z. B. die entsprechenden Herstellerzulassungen vor

### Technische Prüfung und Dokumentation
Die technische Prüfung ist bei und vor Fertigungsbeginn durchzuführen, unter anderem sind dies:
- Beratung des Konstrukteurs bezüglich der Auswahl des Grundwerkstoffes und geeigneter Schweißzusätze
- Auswahl der Schweißprozesse und Zusätze in Abhängigkeit von den Qualitäts- und Abnahmeforderungen an das Bauteil
- Beratung des Konstrukteurs bezüglich der Schweißeignung der Konstruktion und Zugänglichkeit der Schweißnähte
- Festlegung von Schweißfolgen und Nahtvorbereitung
- Prüfung und Festlegung der Schweißparameter, anhand von zu erstellenden Schweißanweisungen und Arbeitsanweisungen
- Erstellung von Dokumentationen, in der erforderlichen, geforderten  oder vertraglich vereinbarten Weise
- Technische Überprüfung der Anforderungen an die Schweißkonstruktion
- Festlegung der Schweißtechnologie und der Schweißnahtvorbereitung, einschließlich der erforderlichen Vor- und Nachbehandlungen,
- Erstellung und Überprüfung von Schweißanweisungen (WPS)
- Festlegung der Mindestgröße von Kehlnahtüberlappflicken bei Reparaturen, Festlegung der versetzten Anordnung bei mehrteiligen Flicken und gerundetes Ausschneiden des geknickten Altmaterials[12]
- Anschrägen von Reparaturteilen zur Vermeidung von Spannungsspitzen und Brüchen bei schwingender Belastung
- Beaufsichtigung und Überwachung der Tätigkeit des ihm unterstellten schweißtechnischen Personals,
- Ausbildung und Prüfungsvorbereitung,
- Einsatz dieses Personals aufgrund seiner Qualifikation und Fähigkeiten
- Überwachung der Gültigkeit der Schweißerzertifikate,
- persönlicher Arbeitsschutz und sonstige Sicherheitseinrichtungen,
- Veranlassung der erforderlichen Verfahrens-, Schweißer- und Schweißnahtprüfungen
- Kontrolle der Beschaffenheit und sachgemäßen Lagerung von Werkstoffen, Zusatzwerkstoffen und Hilfsstoffen, ggf. Rücktrocknung  von Schweißzusätzen
- Bereitstellung einwandfreier Schweißgeräte, Zusatzeinrichtungen und deren Instandhaltung,
- Überwachung und Prüfung vor, während und nach dem Schweißen, ggf. Einleitung von Korrekturmaßnahmen,
- Wärmenachbehandlung,
- Kennzeichnung und Rückverfolgbarkeit sowie Dokumentation.
- Qualitätsprüfungen der Nähte und der Bauteile

## Schweißfachingenieur
Schweißfachingenieur (SFI) oder auch International Welding Engineer (IWE) ist eine zusätzliche Bezeichnung für einen Ingenieur, der in international genormten Lehrinhalten aus den Bereichen Schweißtechnik, Werkstoffkunde, Konstruktion und Fertigung seine Fachkunde in Prüfungen nachgewiesen hat. Mit der bestandenen Abschlussprüfung erhält der Auszubildende ein international anerkanntes Diplom.

### Aufbau der Ausbildung
Die Ausbildung kann in Deutschland an allen Schweißtechnischen Lehr- und Versuchsanstalten (SLV) sowie einigen Hochschulen durchgeführt werden. In Österreich kann am WIFI die weltweit gültige Prüfung zur Schweißaufsicht nach internationalen Normen abgelegt werden. Sie gliedert sich in drei Teile und vier Hauptgebiete:
Die zwei Jahre lang gültigen Fachkundeprüfungen und Nahtprüfungen (Schweißerprüfung) sind oft Bestandteil von Berufsausbildungen. Es ist hierbei unerheblich, wer (z. B. DVS, TÜV, Germanischer Lloyd, Dekra) die Schweißerprüfung abgenommen hat. Wer keine Prüfungen vorweisen kann, muss an einem Schweißpraktikum in allen Schweißverfahren teilnehmen.
- Teil 1
  - Hauptgebiet 1: Schweißprozesse und -ausrüstung
  - Hauptgebiet 2: Werkstoffe und deren Verhalten beim Schweißen
  - Hauptgebiet 3: Konstruktion und Gestaltung
- Teil 2: Praktische Grundlagen
- Teil 3: Hauptlehrgang: Weiterführung Hauptgebiete 1 bis 3 und zusätzlich
  - Hauptgebiet 4: Fertigung und Anwendungstechnik

Auf die Teilnahme am Teil 1 kann oft verzichtet werden, sofern durch das absolvierte Ingenieurstudium die Inhalte von Teil 1 „Schweißtechnische Grundlagen für Ingenieure“ vermittelt wurden und dies durch eine von der Hochschule, Technikerschule oder Berufsakademie ausgestellte Bescheinigung nachgewiesen werden kann.

## Verbände
Die nationale und internationale Zusammenarbeit bei der Ausbildung, Zertifizierung, Normung und technisch-wissenschaftliche Weiterentwicklung im Bereich Schweiß- und Fügetechnik wird in Deutschland durch den DVS, in Europa durch die EWF und weltweit durch das IIW koordiniert.